# Đông Thọ, Yên Phong
Đông Thọ là một xã thuộc huyện Yên Phong, tỉnh Bắc Ninh, Việt Nam.

## Địa lý
Xã Đông Thọ có diện tích 5,48 km², dân số năm 1999 là 6.125 người, mật độ dân số đạt 1.118 người/km².
Xã Đông Thọ có vị trí địa lý:
- Phía bắc giáp Thị trấn Chờ
- Phía đông giáp xã Trung Nghĩa và xã Phú Lâm, huyện Tiên Du
- Phía nam giáp phường Tam Sơn và phường Hương Mạc, thành phố Từ Sơn
- Phía tây giáp xã Văn Môn

## Hành chính
Xã Đông Thọ được chia thành 7 thôn: Bình An, Đông Bích, Đông Xuất, Phú Đức, Thọ Khê, Thọ Vuông, Trung Bạn

## Lịch sử
Sau cách mạng tháng 8 năm 1945, xã Đông Thọ được thành lập trên cơ sở hợp nhất 3 xã Thọ Khê, Đông Bích, Đông Xuất. 
Năm 1949, xã Đông Thọ hợp nhất với xã Văn Môn, thành lập xã Đông Môn.
Năm 1954, 2 xã được tách ra thành đơn vị hành chính độc lập, Đông Thọ trở về với tên cũ.